# Jeannette de Sayn-Wittgenstein (1632-1701)
Jeannette de Sayn-Wittgenstein (27 août 1632 à Wittgenstein – 28 septembre 1701 à Iéna), est une aristocrate allemande, membre de la Maison de Sponheim, comtesse souveraine de Sayn-Wittgenstein-Sayn-Altenkirchen et par ses deux mariages landgravine de Hesse-Braubach, duchesse de Saxe-Marksuhl puis de Saxe-Eisenach.
Née à Wittgenstein, elle est la sixième et dernier enfant d'Ernest, comte de Sayn-Wittgenstein-Sayn et de la comtesse Louise-Julienne d'Erbach. Elle est née trois mois après la mort de son père, le 22 mai 1632. Elle a probablement été nommée d'après sa tante paternelle Jeannette de Sayn-Wittgenstein-Sayn, comtesse d'Erbach-Erbach.

## Biographie
Dans son testament, le comte Ernest laisse ses domaines à son fils, Louis, sous la régence de sa mère Louise-Julienne au cours de sa minorité. Dans le cas où il mourrait prématurément, ses deux survivants filles (Ernestine de Sayn-Wittgenstein et Jeannette) hériteraient du comté.
Lorsque le comte Louis meurt quatre ans plus tard (le 16 juillet 1636), la ligne masculine de Sayn-Wittgenstein-Sayn s'éteint. Une violente dispute sur son héritage éclate entre la comtesse douairière et les trois demi-frères de son défunt mari (fils du comte Guillaume III et de sa seconde épouse, Anna Ottilie de Nassau-Weilbourg), qui prétendent à la succession de l'ensemble du comté. Après deux mois, l'un d'eux, le comte Louis-Albert de Sayn-Wittgenstein-Neumagen, contraint finalement Louise-Julienne d'abandonner le comté. Louise-Julienne et ses filles fuient vers Freusbourg. Lorsque les troupes de l'Électorat de Trèves se préparent pour assiéger Freusbourg, elles s'enfuient à Friedewald, où elles sont en sécurité. Louise-Julienne poursuit ses beaux-parents devant la Chambre impériale et l'empereur. Elle envoie ses conseillers à Münster et Osnabrück où les Traités de Westphalie de 1648 sont en cours de négociation. Les droits de Jeannette et Ernestine sont reconnus et, avec l'aide des suédois, le comté leur est restitué.
Au cours de l'exil de sa famille à Friedewald, Jeannette (âgée de 15 ans) se marie le 30 septembre 1647 au comte Jean de Hesse-Braubach (37 ans), le frère cadet de Georges II de Hesse-Darmstadt; toutefois, Louise-Julienne conserve la régence du comté de Sayn-Wittgenstein-Sayn pour ses deux filles. Après quatre ans de mariage sans enfant, le comte Jean est décédé le 1er avril 1651 à Bad Ems.
Un an plus tard (1652), Louise-Julienne remet le comté de Sayn à ses filles, qui est divisé en deux parties: Sayn-Wittgenstein-Sayn-Altenkirchen (pour Jeannette) et de Sayn-Wittgenstein-Sayn-Hachenbourg (pour Ernestine, qui a récemment épousé le comte Salentin Ernest de Mandersheid-Blankenheim).
A Wallau le 29 mai 1661, Jeannette (29 ans) épouse, le prince Jean-Georges Ier de Saxe-Eisenach (27 ans), troisième fils survivant de Guillaume de Saxe-Weimar. Ils ont huit enfants:
1. Éléonore-Erdmuthe de Saxe-Eisenach (Friedewald, 13 avril 1662 – Schloss Pretzsch, 19 septembre 1696), épouse d'abord, le 4 novembre 1681 Jean-Frédéric de Brandebourg-Ansbach, et d'autre part le 17 avril 1692 Jean-Georges IV de Saxe. Par son premier mariage, Éléonore est la mère de la reine Caroline d'Ansbach, épouse du Roi George II de Grande-Bretagne.
2. Frédéric-Auguste de Saxe-Eisenach (Friedewald, 30 octobre 1663 – tué à la bataille de Presbourg, 19 septembre 1684).
3. Jean-Georges II de Saxe-Eisenach (Friedewald, 24 juillet 1665 – Eisenach, 10 novembre 1698).
4. Jean-Guillaume de Saxe-Eisenach (Friedewald, 17 octobre 1666 – Eisenach, 14 janvier 1729).
5. Maximilien-Henri de Saxe-Eisenach (Friedewald, 17 octobre 1666 – Altenkirchen, le 23 juillet 1668), jumeau de Jean-Guillaume.
6. Louise (Friedewald, 18 avril 1668 – Altenkirchen, 26 juin 1669).
7. Frédérique-Élisabeth de Saxe-Eisenach (Altenkirchen, 5 mai 1669 – Langensalza, 12 novembre 1730), mariée le 7 janvier 1698 à Jean-Georges de Saxe-Weissenfels.
8. Ernest-Gustave (Friedewald, 28 août 1672 – Altenkirchen, 16 novembre 1672).

Après la mort du duc Guillaume (1662), ses deux fils aînés héritent de presque tous les domaines familiaux;et Jean-Georges reçoit un revenu provenant du nouveau duché de Saxe-Eisenach et la petite ville de Marksuhl qui devient sa résidence. Pour cela, Jeannette et son mari ont principalement résidé dans ce pays, où leurs enfants sont nés.
Après la mort des ducs Adolphe-Guillaume de Saxe-Eisenach (1668) et Guillaume-Auguste de Saxe-Eisenach (1671), Jean-Georges hérite de cette partie des domaines paternels.
Jeannette est morte à Iéna âgée de 69 ans, après avoir survécu à son second mari et six de ses enfants. Elle est enterrée dans la Georgenkirche, Eisenach.
Le comté de Sayn-Wittgenstein-Sayn-Altenkirchen est resté uni avec le duché de Saxe-Eisenach jusqu'en 1741, quand la ligne masculine des descendants de Jeannette s'est éteinte. Ensuite, Charles-Guillaume-Frédéric de Brandebourg-Ansbach, hérite du comté, comme petit-fils d'Éléonore, la fille aînée de Jeannette. En 1803, le comté est réuni à Nassau-Weilbourg.